# The Scales of Justice
The Scales of Justice er en amerikansk stumfilm fra 1914 af Thomas N. Heffron.

## Medvirkende
- Paul McAllister som Robert Darrow.
- Jane Fearnley som Edith Russell Dexter.
- Harold Lockwood som Frank Dexter.
- Hal Clarendon som Walter Elliott.
- Mark Price som Philip Russell.